# カート・ランビス
ダレル・カート・ランビス (Darrell Kurt Rambis , 1958年2月25日 - )は、アメリカ合衆国・インディアナ州テレホート生まれ、カリフォルニア州クパチーノ出身の元バスケットボール選手、指導者。現役時代はNBAのロサンゼルス・レイカーズ等で活躍した。

## 来歴
カート・ランビスは1958年にインディアナ州テレホートで生まれたが、一家はランビスの幼少の頃にカリフォルニア州クパチーノに引っ越した。ランビスはクパチーノで育ち、大学も地元のサンタクララ大学に進学。背番号 "34" が永久欠番になるなど同大学のスター選手として活躍し、1980年のNBAドラフトではニューヨーク・ニックスから指名されるも、開幕ロースターに残ることは出来ず、ギリシャのAEKアテネでプロキャリアをスタート。ギリシャ名の"Kyriakos Rambidis"という選手名でプレーし、カップ戦優勝を経験。翌1981年にロサンゼルス・レイカーズと契約。マジック・ジョンソン、カリーム・アブドゥル＝ジャバー、ジェームズ・ウォージーを中心とした "ショータイム・バスケットボール" の中で、ランビスは体を張った "武闘派" のロールプレーヤーとして、80年代のレイカーズの黄金期を支え、4度のNBAチャンピオンを経験。1988年にレイカーズを離れ、数チームを渡り歩いた後に1993年にレイカーズに復帰。1994年以降はコーチ兼任となり、1995年に現役を退き、コーチ業に専念した。

## コーチ歴
1995-96シーズンから正式のアシスタントコーチに専念し、1998-99シーズン途中にデル・ハリスヘッドコーチ解任を受け暫定ヘッドコーチに昇格。24勝13敗の成績を残しチームを立て直したが、プレーオフでは2ndラウンドでサンアントニオ・スパーズに4戦全敗を喫し、シーズン終了後にフィル・ジャクソンヘッドコーチ就任に伴い退任。2001年に再びアシスタントコーチに復帰し、2002年と2009年のNBAチャンピオンに貢献した。
2009年夏にミネソタ・ティンバーウルブズのヘッドコーチに就任。長年低迷に苦しむウルブズの再建に期待が高まったが、2シーズンで32勝132敗という惨憺たる成績に終始し、2010-11シーズン終了後に解任された。
2013-14シーズンはレイカーズでアシスタントコーチを務め、2014年7月にニューヨーク・ニックスのアソシエイトコーチに就任。2016年2月8日には、デレック・フィッシャーヘッドコーチ解任に伴い、暫定ヘッドコーチに昇格し、シーズン終了まで暫定コーチを務めた。一旦退任となったが、新任のジェフ・ホーナセックヘッドコーチの要望により、アソシエイトコーチに復職した。